# Szentbalázs
Szentbalázs község Somogy vármegye délkeleti szélén, a Kaposvári járásban.

## Fekvése
A vármegye délkeleti szélén helyezkedik el, a megyeszékhely Kaposvártól 14 kilométerre délkeletre, a Zselic tájegységben.
A közvetlenül határos települések: északkelet felől Kaposhomok, kelet felől Kaposkeresztúr, dél-délkelet felől Hajmás, délnyugat felől Cserénfa, északnyugat felől pedig Sántos. Észak felől nagyon kevés híja van annak, hogy nem határos még Taszárral is, délkelet felől pedig Gödre a legközelebbi település, de közigazgatási területe utóbbiak egyikével sem érintkezik.

### Megközelítése
Legfontosabb közúti megközelítési útvonala a Pécs-Kaposvár közti 66-os főút, mely a főutcáját is képezi egyben; ezen Gödre vagy Sántos érintésével érhető el. Közigazgatási területének nyugati szélét érinti még a Sántos-Bőszénfa közti 6621-es út is, ez köti össze Cserénfával. Az itt nem említett, többi határos településsel nincs közvetlen közúti kapcsolata.
A hazai vasútvonalak közül korábban a Kaposvár–Szigetvár-vasútvonal érintette a települést, azonban az 1968-as közlekedéspolitikai koncepció a vonalat bezárásra ítélte, így a falu vasúton 1976. december 31. óta nem érhető el. A legközelebbi vasúti csatlakozási lehetőséget azóta Taszár vasútállomás kínálja a Dombóvár–Gyékényes-vasútvonalon.

## Története
A legkorábbi okleveles említése 1332-ből ismert, nevét akkor Sanctus Blasius fpormában jegyezték fel; mai névalakjában a 14. századtól szerepel a község az okiratokban. Később a Szerdahelyi, a Derssfy ill. az Eszterházy család földesurainak birtoka volt. A 17. század elején a falu jelenlegi helyétől 1 km-re terült el, s csupán 14 család lakott itt. 1770 környékén indult meg a nagyobb mértékű betelepítés, ugyanekkor épült fel a római katolikus templom is. A 20. század elején Szentbalázsnak 421 lakosa és 70 lakóháza volt. A település évente két országos vásárnak adott színhelyet, létrejött a hitelszövetkezete. Az 1930-as években felépült az orvoslakás és a kultúrház, valamint új iskolával bővült a község. 1940-ben saját fúvószenekara volt a településnek. A második világháború után 187 holdnyi földet osztottak szét a lakosok között, 1946-ban kiépült az elektromos hálózat. 1947-ben földműves szövetkezet alakult, 1952-ben létrejött a termelőszövetkezet is. A lakosság összefogásának köszönhetően az 1960-as években kiépítették a járdát, s új egyemeletes, öt tantermes általános iskola került átadásra, melyhez egy pedagóguslakást is felhúztak. Ez kiegészült egy 40 személyes kollégiummal, amely a környező településekről ideérkező gyermekeket szállásolta el hétköznapokon. Fontos szerepe volt a helyi gazdasági életben a Surján Völgye Termelőszövetkezetnek, melyből részvénytársaság lett a rendszerváltáskor, később pedig kft-ként működött tovább. Az ő munkájuknak köszönhetően épület fel a Makovecz Imre által tervezett magyar pavilon az 1992-es sevillai világkiállításra. Szentbalázson körjegyzőség működik, iskoláját hét falu tartja fenn. 1994-ben sportcsarnok épült, mely a kikapcsolódást és sportolást szolgálja.

## Közélete

### Polgármesterei
- 1990–1994: Kis Bank Lajos (független)[3]
- 1994–1998: Kis-Bank Lajos (független)[4]
- 1998–2002: Kis-Bank Lajos (független)[5]
- 2002–2006: Kis-Bank Lajos (független)[6]
- 2006–2010: Dr. Sárhegyi Judit (független)[7]
- 2010–2013: Dr. Sárhegyi Judit (Fidesz-KDNP)[8]
- 2013–2014: Csutorás Gábor (független)[9]
- 2014–2015: Csutorás Gábor (független)[10]
- 2015–2019: Dr. Tornyos Gábor (független)[11]
- 2019–2024: Dr. Tornyos Gábor (független)[12]
- 2024– : Horváth Tamás (független)[1]

A településen 2013. május 26-án időközi polgármester-választást tartottak, az előző polgármester lemondása miatt.
Alig több mint két évvel később – de már a következő önkormányzati ciklusban, 2015. augusztus 9-én – újból időközi polgármester-választást kellett tartani Szentbalázson, ugyancsak az addigi faluvezető lemondása okán.

## Népesség
A település népességének változása:
| Lakosok száma | 319  | 308  | 315  | 290  | 313  | 325  | 314  |
|               | 2013 | 2014 | 2015 | 2021 | 2022 | 2023 | 2024 |

A 2011-es népszámlálás során a lakosok 87,1%-a magyarnak, 5,3% cigánynak, 0,3% németnek, 0,6% románnak mondta magát (12,9% nem nyilatkozott; a kettős identitások miatt a végösszeg nagyobb lehet 100%-nál). A vallási megoszlás a következő volt: római katolikus 60,8%, református 3,8%, evangélikus 1,3%, felekezeten kívüli 13,5% (20,7% nem nyilatkozott).
2022-ben a lakosság 93,3%-a vallotta magát magyarnak, 5,8% cigánynak, 0,3% szlovénnek, 0,3% németnek, 0,3% románnak, 0,3% egyéb, nem hazai nemzetiségűnek (6,7% nem nyilatkozott; a kettős identitások miatt a végösszeg nagyobb lehet 100%-nál). Vallásuk szerint 44,4% volt római katolikus, 2,2% református, 1% evangélikus, 0,3% görög katolikus, 0,3% egyéb keresztény, 0,3% egyéb katolikus, 12,5% felekezeten kívüli (39% nem válaszolt).

## Nevezetességei
- 1770-ben épült római katolikus templom.
- Erdélyből származó lélekharang
- Hat törzsű tölgyfa[17]
- Műemlék lakóház

## Testvértelepülések
Zalaszentbalázs